# Пиастр Королевства обеих Сицилий

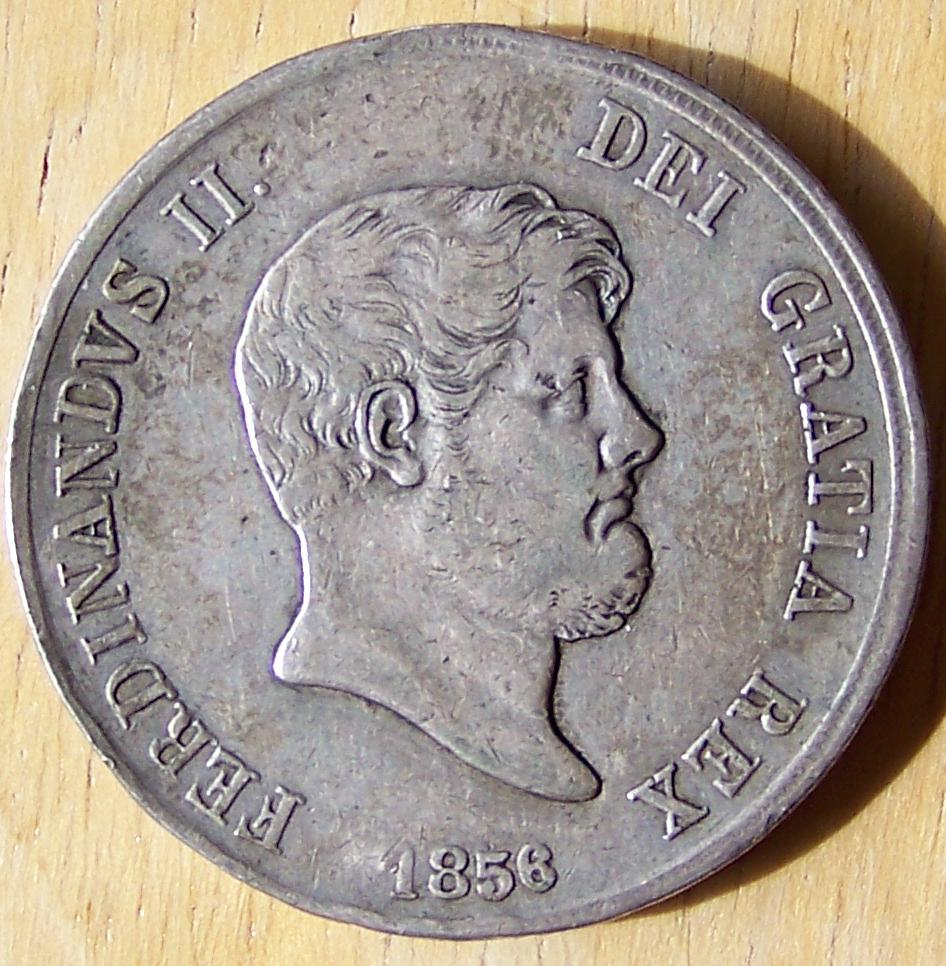
120 грано (1 пиастр) 1856 года

Пиастр Королевства обеих Сицилий — неофициальная счётная денежная единица Королевства обеих Сицилий.
Заменил существовавшие до 1815 года неаполитанский пиастр и сицилийский пиастр (хотя, в отличие от неаполитанского, сицилийский пиастр делился не на 120, а на 240 грано), а также чеканившуюся в годы французского владычества неаполитанскую лиру.
Пиастр делился на 120 грано, которые в свою очередь делились на 2 торнезе. Расчёты велись также в дукато, делившихся на 100 грано.
После объединения Италии пиастр был заменён сардинской лирой, а впоследствии — итальянской лирой. Обмен совершался по курсу 1 пиастр = 5,1 лиры.

## Монеты
Имели хождение медные монеты достоинством в ½, 1, 1½, 2, 3, 4, 5, 8 и 10 торнезе, а также серебряные монеты достоинством в 5, 10, 20, 60 и 120 грано, последняя из которых равнялась 1 пиастру. Золотые монеты чеканились достоинством в 3, 6, 15 и 30 дукато (то есть 2½, 5, 12½ и 25 пиастров).